# Thomas Touré
Thomas Touré, né le 27 décembre 1993 à Grasse, est un footballeur international ivoirien.

## Biographie

### En club
Thomas Touré arrive chez les Girondins en 2010 en provenance de l'AS Cannes et intègre le centre de formation bordelais. Il évolue avec l'équipe B de la saison 2011-2012 jusqu'à la saison 2014-2015 où il intègre l'équipe première. Avec la réserve, il inscrit 19 buts en trois saisons dont sept en 2013-2014.
Il fait ses premiers pas avec le groupe professionnel lors de la saison 2013-2014 pour un match de Ligue Europa face au Maccabi Tel-Aviv en Israël sans qu'il entre en jeu. Il entre en fin de saison contre Valenciennes (0-1) et à Monaco (1-1).
À compter du début de la saison 2014-2015, Thomas Touré devient progressivement titulaire, il marque son premier but professionnel lors de la rencontre face au Stade rennais le 28 septembre 2014.
Le 31 août 2017, il signe un contrat de quatre ans au SCO Angers pour un montant de 1,7 million d'euros.
Le 29 janvier 2019, après une première partie de saison sans aucune minute de jeu, il est prêté au Paris FC pour six mois.

### En sélection
En août 2015, il choisit de représenter la Côte d'Ivoire qui est selon lui "Le choix de la raison et du cœur". Cependant ses débuts en sélection sont retardés car par deux fois il est obligé de déclarer forfait à la suite de blessures. Ce n'est que le 21 mai 2016 à l'occasion d'un match amical contre la Hongrie qu'il peut enfin faire ses débuts en sélection. Il commence la rencontre comme remplaçant et rentre à la place de Max-Alain Gradel à la 66e minute.

## Statistiques
| Saison                | Club                  | Championnat           | Championnat | Championnat | Championnat | Coupe nationale | Coupe nationale | Coupe nationale | Coupe de la Ligue | Coupe de la Ligue | Coupe de la Ligue | Compétition(s) continentale(s) | Compétition(s) continentale(s) | Compétition(s) continentale(s) | Compétition(s) continentale(s) | Total | Total | Total |
| Saison                | Club                  | Division              | M.          | B.          | P.d.        | M.              | B.              | P.d.            | M.                | B.                | P.d.              | Comp.                          | M.                             | B.                             | P.d.                           | M.    | B.    | P.d.  |
| 2013-2014             | Girondins de Bordeaux | Ligue 1               | 2           | 0           | 0           | 0               | 0               | 0               | 0                 | 0                 | 0                 | -                              | -                              | -                              | -                              | 2     | 0     | 0     |
| 2014-2015             | Girondins de Bordeaux | Ligue 1               | 23          | 2           | 4           | 2               | 1               | 0               | 2                 | 0                 | 1                 | -                              | -                              | -                              | -                              | 27    | 3     | 5     |
| 2015-2016             | Girondins de Bordeaux | Ligue 1               | 22          | 2           | 1           | 3               | 0               | 1               | 1                 | 0                 | 0                 | C3                             | 4                              | 1                              | 1                              | 30    | 3     | 3     |
| 2016-2017             | Girondins de Bordeaux | Ligue 1               | 6           | 0           | 1           | -               | -               | -               | -                 | -                 | -                 | -                              | -                              | -                              | -                              | 6     | 0     | 1     |
| 2017-2018             | Girondins de Bordeaux | Ligue 1               | 1           | 0           | 0           | -               | -               | -               | -                 | -                 | -                 | C3                             | 1                              | 0                              | 0                              | 2     | 0     | 0     |
| Sous-total            | Sous-total            | Sous-total            | 54          | 4           | 6           | 5               | 1               | 1               | 3                 | 0                 | 1                 | -                              | 5                              | 1                              | 1                              | 67    | 6     | 9     |
| 2017-2018             | Angers SCO            | Ligue 1               | 7           | 0           | 0           | 1               | 0               | 0               | 1                 | 0                 | 0                 | -                              | 0                              | 0                              | 0                              | 9     | 0     | 0     |
| Sous-total            | Sous-total            | Sous-total            | 7           | 0           | 0           | 1               | 0               | 0               | 1                 | 0                 | 0                 | -                              | 0                              | 0                              | 0                              | 9     | 0     | 0     |
| Total sur la carrière | Total sur la carrière | Total sur la carrière | 61          | 4           | 6           | 6               | 1               | 1               | 4                 | 0                 | 1                 | -                              | 5                              | 1                              | 1                              | 76    | 6     | 9     |